# Lipararchis
Lipararchis is een geslacht van vlinders uit de familie van de grasmotten (Crambidae), uit de onderfamilie van de Spilomelinae. De wetenschappelijke naam van dit geslacht is voor het eerst voorgesteld door Edward Meyrick in een publicatie uit 1934.

## Soorten
- L. aspilus (Turner, 1915)
- L. hyacinthopa Meyrick, 1934
- L. tranquillalis (Lederer, 1863)